# Brachypodium pringlei
Brachypodium pringlei är en gräsart som beskrevs av Frank Lamson Scribner och William James Beal. Brachypodium pringlei ingår i släktet skaftingar, och familjen gräs. Inga underarter finns listade i Catalogue of Life.